# 第一次エチオピア戦争
第一次エチオピア戦争（だいいちじエチオピアせんそう、英: First Italo–Ethiopian War）は、1894年から1896年にかけて戦われた、エチオピア帝国とその植民地化を図るイタリア王国との戦争。エチオピアに対する当時のヨーロッパ側からの呼称であるアビシニアを用いて、（第一次）アビシニア戦争とも呼ばれる。

## 背景
当時、アフリカ唯一の独立国と呼ばれたエチオピアはラスと呼ばれる地方軍閥による反乱と王位簒奪が繰り返される時代を迎えており、周辺国（スーダンなど）との戦争も行われていた。加えてテオドロス2世の時代にイギリス軍とのマグダラの戦いに敗れ、ヨハンネス4世の時代にはイタリア王国との間でエリトリア戦争が勃発、エリトリアを実効支配されるなど海外勢の侵略も本格化していた。
そんな中、エチオピア帝国の属国であったショア王国のメネリク2世はエリトリアのイタリア駐屯軍の支援を受けて対立する勢力を破り、ティグレ地方・アムハラ地方を征服して1889年3月25日にエチオピア皇帝へ即位した。5月2日、メネリク2世はイタリアとのウッチャリ条約を締結した。その条約はエチオピアが既に占領されているエリトリアの割譲を認め、代わりにイタリア側が引き続いてメネリク2世の新政権を支援するという内容であった。
しかし条約のイタリア語の内容とアムハラ語の言い回しは異なっており、アムハラ語の文章では「エチオピアは他国との外交をイタリアに必ず通告せねばならない」と書かれるに留まっていたが、前者は外交権を含めて多くの統治権限を喪失するいわば保護国化に近い内容になっていた。1895年、メネリク2世の抗議に対してイタリア政府はアムハラ語の文章も言い回しの違いだけで内容は同じであると返答、メネリク2世は条約を破棄すると宣言した。
イタリア政府は経済面の問題から、増援を送らずオレステ・バラティエリ将軍のエリトリア駐屯軍に侵攻を命じた。この背景にはエリトリア戦争での経験から、非近代的なエチオピア軍は数的に多数でも火力で圧倒できると踏んでいたためでもあった。またエチオピア内のラスが反乱を起こす可能性も考慮されていた。

## 戦況

### 勝利から泥沼へ
1893年にイタリアのエリトリア駐屯軍は同地に接するティグレ地方に侵攻を開始、メネリク2世の強権の前に意外にも予想された大規模な反乱は起こらず、少なくともアムハラ系軍閥は結束して戦場に向かった。加えてイタリアにとって最大の誤算は、エチオピアの皇帝直轄軍が数年の間に極めて先進的な装備を手にしていた事だった。イタリアの進出を危惧したフランスは、自国の貿易利益の拡充とスーダン軍への対処も含めてメネリク2世に膨大な銃火器や大砲を売却していた。こうした「敵の敵」からの輸入による軍近代化は国産による根本的な近代化ではなかったが、間近に迫る危機には大いに役立った。
1894年12月、戦況の有利を見てエリトリアでバータ・ハゴスによる反乱が発生する。バラティエリ将軍は部下のピエトロ・トセッリ少佐に命じてこれを鎮圧しバータ・ハゴスを処刑、平行して地方国家の首都であったアドワを占領するなど進撃を継続した。1895年1月、有力軍閥の長ラス・メンゲシャがエリトリアに攻め入ってくるのを迎え撃ち、コアチツの戦いで破って敗走に追い込んだ。この勝利は以前の戦闘やスーダン軍を破った経験と合わせて、イタリア陸軍の「アフリカ人の軍隊」への先入観を決定的な物にしてしまった。もっともこうした戦況評価はイタリアだけではなく、武器を譲ったフランス自身もメネリク2世を見捨てる可能性を検討し始めていた。そればかりかバルドー条約の支持を得るためにイタリア側に有利な行動まで取っていた。一方でメネリク2世は1895年9月にショア王国の軍隊を援軍として戦争に加わらせる決定を下している。
1895年12月、イタリア陸軍はエチオピア軍への追撃を開始したが、1895年12月7日に発生したアンバ・アラギの戦いで、メネリク2世はエチオピア皇帝直轄軍の活躍によって漸く近代火器を有効に活用した反撃を行う事が出来た。損害を受けたイタリア陸軍はジュゼッペ・アリモンティ将軍指揮の下、一部部隊を未完成の防衛陣地に残した上で各地に展開していた軍を集結させた。勢いを得たメネリク2世の皇帝直轄軍は前線陣地の包囲を開始したが、数度にわたってイタリア陸軍の防御により失敗した。戦闘の末、イタリア側の陣地司令官は以前軍閥と結んだ協定を活用して、交渉の上で陣地を明け渡し後方の軍に合流した。対するメネリク2世も陣地を明け渡した兵士達に武器の保持を許し、移動用の乗り物を渡すなど礼節に則った態度を示した。この一連の行動は「メネリク2世が未だイタリアとの和解を望んでいた」と解釈するのが一般的な通説であるが、歴史家ハロルド・マーカスはメネリク2世の行動は後にアドワの戦いで地形的な有利を得るための策謀だったと述べている。

### アドワの戦い
軍閥とは違いエチオピア主力軍が近代的な装備と戦術を獲得している状況を知ったバラティエリ将軍は、決戦を巧みに回避した。これはエチオピア軍が常備軍制度ではなく、長期間に亘って軍を動員し続けられない事を理解していたためであった。しかしイタリア本国の首相フランチェスコ・クリスピは、ヨーロッパ列強の一角を占めるイタリア王国がアフリカ人相手の戦いを避けていると前線の軍を批判し、バラティエリに対しても決戦に打って出る様に厳命を下した。やむなくバラティエリは1896年3月にエチオピア主力軍の待ち構えるアドワへと向かった。
1896年3月1日に発生したアドワの戦いで1万5000名前後のイタリア陸軍4個旅団は若干のエリトリア兵を増援に加えて、10万を越すエチオピア軍とアドワ北方で対峙した。エチオピア軍の内、少なくとも8万人はライフル銃と軍服を装備した近代歩兵であった。バラティエリは夜襲を仕掛けることで少しでも勝機を高めようとしたがメネリク2世はイタリア陸軍に敗れた際に学習しており、万全の体制で迎え撃ってバラティエリを落胆させた。戦闘は数と火力の両面で上回ったエチオピア軍の猛攻によってイタリア陸軍とエリトリア民兵隊は多大な損害を受け、最終的にイタリア陸軍の9500人から1万2000人が戦死・負傷し、エリトリア民兵隊も2000人が死ぬか捕らえられた。エチオピア側も死者・負傷者合わせて1万名前後の損害を出した。
捕らえられた兵士の内、イタリア人兵士は戦後の関係回復を望んだメネリク2世の方針で手厚く扱われた。しかしエリトリア人兵士や反乱兵は「裏切り者」として右手と左足を切り落とす残忍な刑に処せられた。

## 戦後
メネリク2世は首都アディスアベバに帰還して、この思いがけない勝利にイタリア政府がどう反応するかを窺った。イタリア国内では（軍の規模に差はあるものの）アイラウの戦いのフランス帝国軍よりも高い戦死率を前に、継戦論よりも植民地戦争に対する幻滅の方が王国内に広がっていた。
2週間後、フランチェスコ・クリスピ政権は民衆の罵声の中で崩壊することになった。その後、エチオピアを訪問した新政権の外交団とメネリク2世の間でアディスアベバ条約が締結され、「本来の」ウッチャリ条約と同じ内容（エチオピア独立承認、エリトリアの割譲）が確約された。条約の締結後、フランスとイギリスも相次いでメネリク2世を訪問して自国の権益について話し合いの場を持った。
その後、エチオピアの独立は第二次エチオピア戦争まで維持されることになる。